# Charlotte Englebert
Charlotte Englebert (20 mei 2001) is een Belgische hockeyspeelster.

## Levensloop
Englebert is afkomstig uit Meux en werd op 5-jarige leeftijd actief in het hockey bij Hockey Namur. Op haar 14e maakte ze de overstap naar RRC de Bruxelles, alwaar ze sinds 2017 aansloot bij het eerste team. Als speelster van deze club ontving ze in 2022 de Gouden Stick. In 2023 maakte ze de overstap naar het Nederlandse Den Bosch. Dat jaar werd ze tevens genomineerd als 1 van de vier kanshebster voor de titel van 'FIH-speelster van het jaar'.
Daarnaast maakt ze sinds 2018 deel uit van het Belgisch hockeyteam. Met de Red Panthers nam ze onder meer deel aan het wereldkampioenschap van 2022, alsook de Europese kampioenschappen van 2021 en 2023. Op het EK van 2021 behaalde ze met de nationale equipe brons en in 2023 zilver.